# Cirratulus nuchalis
Cirratulus nuchalis är en ringmaskart som först beskrevs av Ernst Ehlers 1907.  Cirratulus nuchalis ingår i släktet Cirratulus och familjen Cirratulidae. Inga underarter finns listade i Catalogue of Life.